# Hadena trisagittata
Hadena trisagittata är en fjärilsart som beskrevs av Rothschild 1914. Hadena trisagittata ingår i släktet Hadena och familjen nattflyn. Inga underarter finns listade i Catalogue of Life.